# 湖心亭 (上海)
湖心亭又稱湖心亭茶樓，是位於上海豫園內的一個建築，也是上海现存最古老的茶楼。楼内有两层楼面。孙家振、英国女王伊丽莎白二世、村山富市、柬埔寨国家元首西哈努克、格哈德·施羅德曾來此喝茶。

## 歷史
明朝嘉靖年间，潘允端就在自家的豫园中建立了凫佚亭。清朝乾隆四十九年（1784年），布业商人祝韫辉、张辅臣等人集资在凫佚亭旧址上建成一個新的六角亭，名叫湖心亭，作为布商行人聚会议事之场所。他們還在湖心亭樹立了由陆锡熊撰写的“湖心亭碑记”石碑。這塊石碑一直保留至今。
清朝咸丰五年（1855年）起六角亭被改建為茶楼，改名也是轩。宣统年間商人刘慎康接盘後又改为宛在轩，後又恢复湖心亭旧名。。1924年扩建，刘慎康給宛在轩加建了一个长方形的水榭式建筑，湖心亭現今的建築格局形成。
中華人民共和國成立後，宛在轩茶楼由公私合营改为国营，宛在轩同時更名为湖心亭茶楼。文化大革命期間，湖心亭改名工农茶室。1983年，湖心亭重新裝修。2023年10月，湖心亭茶楼開啟修缮。2025年7月10日，湖心亭完成历修缮，向公众开放。